# Trang Hiến Thế tử
Tư Điệu thế tử (Hanja: 思悼世子, Hangul: 사도세자, 13 tháng 2, 1735 - 12 tháng 7, 1762, còn gọi là Trang Hiến Thế tử (莊獻世子/장헌세자), Trang Tông Đại vương hay Trang Tổ Ý hoàng đế, tên thật là Lý Tuyên (李愃/이선) là Vương thế tử nhà Triều Tiên trong lịch sử bán đảo Triều Tiên, con trai thứ hai của Triều Tiên Anh Tổ Lý Khâm và là cha ruột của Triều Tiên Chính Tổ Lý Toán.
Là người con trai độc nhất còn sống đến tuổi trưởng thành của Triều Tiên Anh Tổ, Tư Điệu đã trở thành Thế tử ngay từ khi lọt lòng và phải chịu nhiều áp lực từ cả vua cha và quần thần trong tư cách một người kế vị tương lai. Điều này dẫn đến căn bản trầm cảm và những hành xử điên rồ của ông, và kết cục ông đã bị xử tử bởi chính cha ruột của mình vào năm 1762 khi vừa 27 tuổi. Cái chết của ông là một đề tài tranh cãi và nhắc đến nhiều trong Lịch sử Triều Tiên, được tái hiện qua nhiều tác phẩm nghệ thuật, văn học và điện ảnh. Thụy hiệu Tư Điệu do vua Anh Tổ ban cho ông với ý nghĩa thương nhớ và đau buồn.

## Cuộc đời
Tư Điệu Thế tử chào đời ngày 13 tháng 2 năm 1735, tức ngày 21 tháng 1 ÂL năm thứ 11 triều Anh Tổ, Xương Khánh cung, Tập Phúc hiên (昌慶宮集福軒). Ông là con trai thứ hai của Anh Tổ, và anh trai của ông, Hiếu Chương Thế tử đã chết trước đó 7 năm (1728), vì thế nghiễm nhiên ông là người kế vị của Vương quốc Triều Tiên. Mẹ ruột của ông là tì thiếp của Anh Tổ, Ánh tần Lý thị. Trước khi Tư Điệu chào đời, vua Anh Tổ trải qua 7 năm không có người thừa kế mà hậu cung toàn sinh ra Vương nữ, vì thế sự ra đời của ông khiến nhà vua và cả triều đình hết sức vui mừng. Cũng vì lý do đó mà ngay từ nhỏ ông đã được giáo dục một cách nghiêm khắc.
Năm 1749, do bắt gặp Thế tử đang chơi đùa với cung nữ tại Trữ Thừa điện nên Anh Tổ bắt đầu trở nên lạnh nhạt với Thế tử. Khoảng cách giữa Anh Tổ và Thế tử ngày càng xa dần, Thế tử bản tính rất sợ phụ vương nổi giận nên rất lo lắng, sau này nó phát triển thành chứng trầm cảm. Về sau khi bệnh càng ngày càng trầm trọng thì ông bắt đầu có các hành động khác như giết hại cung nữ hay đưa các tăng ni vào cung.
Năm 1762, Anh Tổ trở lại Xương Đức cung, quyết định phế vị Thế tử xuống làm thứ dân và yêu cầu ông tự vẫn. Sau khi tự vẫn không có kết quả, Anh Tổ đã ra lệnh nhốt Thế tử trong một vựa gạo lớn, nơi ông qua đời 8 ngày sau. Sau này Anh Tổ hết sức hối tiếc vì điều đó, đã ban thụy là Tư Điệu Thế tử (思悼世子, Prince Sado).
Con trai của ông đã trở thành người kế vị, tức Triều Tiên Chính Tổ. Nhà vua đã truy tôn hiệu ông là Trang Hiến (莊獻), cho nên gọi là Trang Hiến Thế tử. Trong thế kỷ 19 có tin đồn rằng Trang Hiến Thế tử không bị bệnh tâm thần mà bị vu oan, tuy nhiên, những lời đồn là mâu thuẫn theo cuốn hồi ký của vợ ông. Về sau, con trai ông là Chính Tổ đã khổ công tìm ra những chứng cứ để rửa sạch nỗi hàm oan cho cha mình.

## Gia đình
- Phụ thân: Triều Tiên Anh Tổ.
- Mẫu thân: Chiêu Dụ Ánh tần Lý thị (昭裕暎嬪李氏, 1696 - 1761), người ở Toàn Nghĩa. Sau khi Chính Tổ đại vương kế vị, bà được dâng cung hiệu là Tuyên Hi cung (宣禧宮).
- Hậu cung:

1. Hiến Kính Vương hậu Hồng thị (獻敬王后洪氏, 1735 - 1815), hay Huệ Khánh cung (惠慶宮), người ở Phong Sơn. Bà là con gái của Vĩnh Phong phủ viện quân Hồng Phụng Hán (永豊府院君洪鳳漢) và Hàn Sơn phủ phu nhân họ Lý ở Hàn Sơn (韓山府夫人韓山李氏).
2. Túc tần Lâm thị (肅嬪林氏, Sukbin Imssi), người ở Phù An, con gái của Lâm Chi Phiên (林枝蕃) và Kim phu nhân ở Kim Hải (金海金氏). Sơ phong vốn là Lương đệ (良娣), thứ thất của Thế tử. Triều Tiên Cao Tông truy phong Túc tần (肅嬪). Bà sinh ra Ân Ngạn quân và Ân Tín quân.
3. Cảnh tần Phác thị (景嬪朴氏, ? - 1761), không rõ gia thế, sơ phong vốn là Thủ tắc (守則). Triều Tiên Cao Tông truy phong Quý nhân (貴人) rồi Cảnh tần (景嬪). Bà sinh ra Ân Toàn quân và Thanh Cẩn ông chúa.
4. Trinh Liệt Thủ tắc Lý thị (守則李氏), không rõ gia thế, là cung nhân hầu hạ Thế tử mà không có danh phận. Về sau, Chính Tổ truy tặng Thủ tắc (守則), thụy hiệu Trinh Liệt (貞烈).

### Con trai
1. Ý Chiêu Thế tôn Lý Chấn (懿昭世孫李琔, 1750 - 1752), mẹ là Hiến Kính Vương hậu.
2. Triều Tiên Chính Tổ Lý Toán [李祘], mẹ là Hiến Kính Vương hậu.
3. Ân Ngạn quân Lý Nhân (恩彦君李䄄, 1754 - 1801), mẹ là Túc tần Lâm thị. Lấy Thường Sơn quận phu nhân họ Tống ở Trấn Xuyên và Toàn Sơn quận phu nhân họ Lý ở Toàn Châu.
4. Ân Tín quân Lý Chân (恩信君李禛, 1755 - 1771), mẹ là Túc tần Lâm thị. Lấy Nam Dương quận phu nhân họ Hồng ở Nam Dương.
5. Ân Toàn quân Lý Tán (恩全君李禶, 1759 - 1777), mẹ là Cảnh tần Phác thị. Lấy quận phu nhân họ Triệu ở Bình Nhưỡng.

### Con gái
- Thanh Diễn công chúa (清衍公主, 1754 - 1821), mẹ là Hiến Kính Vương hậu. Hạ giá lấy Quang Ân úy Kim Cơ Tính (金箕性, 김기성, Kim Gi-Seong).
- Thanh Tuyền công chúa (清璿公主, 1756 - 1802), mẹ là Hiến Kính Vương hậu. Hạ giá lấy Hưng Ân úy Trịnh Tại Hòa (鄭在和, 정재화, Jeong Jae-Hwa).
- Thanh Cẩn ông chúa (清瑾翁主, 1757 - 1835), mẹ là Cảnh tần Phác thị. Hạ giá lấy Đường Ân úy Hồng Ích Đôn (洪益惇, 홍익돈, Hong Ik-Don).

## Thụy hiệu
- 思悼綏德敦慶弘仁景祉章倫隆範基命彰休贊元憲誠啓祥顯熙莊獻世子
- Tư Điệu Tuy Đức Đôn Khánh Hoằng Nhân Cảnh Chỉ Chương Luân Long Phạm Cơ Mệnh Chương Hưu Tán Nguyên Hiến Thành Khải Tường Hiển Hi Trang Hiến Thế tử
- 莊宗神文桓武莊獻廣孝大王
- Trang Tông Thần Văn Hoàn Vũ Trang Hiến Quảng Hiếu Đại vương
- Jangjong Sinmun Hwanmu Jangheon Qwanghyo Daewang